# Exequiel Palacios
Exequiel Alejandro Palacios (pronunție în spaniolă [ekseˈkjel paˈla.sjos]; n. 5 octombrie 1998, Famaillá⁠(d), Provincia Tucumán, Argentina) este un fotbalist argentinian care joacă ca mijlocaș defensiv la Bayer Leverkusen din Bundesliga și la echipa națională Argentinei. A fost membru al echipei Argentinei care a câștigat Copa América 2021 și Cupa Mondială din 2022.

## Cariera pe echipe

### River Plate
Palacios este un exponent de tineret a lui Club Atlético River Plate. Și-a făcut debutul în campionat pe 8 noiembrie 2015 împotriva lui Newell's Old Boys.
Pe 9 decembrie 2018, Palacios a câștigat Copa Libertadores 2018 cu River Plate. A jucat 11 meciuri inclusiv finala împotriva rivalilor de la Boca Juniors.
Palacios a făcut parte din Echipa Anului din America de Sud 2018.
Palacios și-a făcut ultima apariție pentru clubul său din copilărie în finala din Copa Argentina pe 13 decembrie 2019, jucând 79 de minute dintr-o victorie cu 3-0 asupra lui Central Córdoba.

### Bayer Leverkusen
Pe 16 decembrie 2019, Bayer Leverkusen a anunțat că Palacios se va alătura clubului la 1 ianuarie 2020, semnând un contract de cinci ani și jumătate.
Pe 14 aprilie 2024, Bayer Leverkusen a câștigat Bundesliga 2023–24, iar Palacios a fost membru al echipei.

## Cariera internațională
Palacios și-a făcut debutul internațional cu Argentina pe 8 septembrie 2018, într-un amical internațional câștigat cu 3-0 împotriva echipei naționale de fotbal a Guatemalei.
Pe 12 noiembrie 2020, Palacios și-a fracturat un os la coloana vertebrală în timpul unui egal 1–1 cu Paraguay într-un meci de calificare la Cupa Mondială și era de așteptat să fie absent timp de trei luni. Palacios a suferit accidentarea într-un duel aerian cu Angel Romero în prima repriză a meciului disputat pe La Bombonera și a fost înlocuit de Giovani Lo Celso, care a bătut cornerul din care Nicolas Gonzalez a reușit cu capul egalarea Argentinei.
Pe 10 iulie 2021, Palacios a jucat ca înlocuitor în repriza a doua în victoria Argentinei cu 1-0 în fața Braziliei în finala Copa América. În timpul Cupei Mondiale din 2022, Palacios a jucat într-o victorie cu 2-0 împotriva Mexicului în faza grupelor, o victorie cu 2-1 asupra Australiei în optimile de finală și o victorie cu 3-0 împotriva Croației în semifinale.

## Titluri
River Plate
- Copa Argentina: 2016–17, 2018–19
- Copa Libertadores: 2018[13]
- Recopa Sudamericana: 2019[14]

Bayer Leverkusen
- Bundesliga: 2023–24[15]

Argentina
- Cupa Mondială FIFA: 2022[16]
- Copa America: 2021[17]
- CONMEBOL – Cupa Campionilor UEFA: 2022[18]